# 派翠西亞·亞莉杭德拉·貝穆德茲
派翠西亞·亞莉杭德拉·貝穆德茲（西班牙語：Patricia Alejandra Bermúdez，1987年2月5日—）是一名阿根廷摔跤運動員，曾代表國家參加2012年倫敦奧運的女子自由式48公斤級比賽，並未獲得獎牌。她也參加了2016年里約奧運。